# Каширин, Фёдор Тихонович
Фёдор Тихонович Каширин (11 октября 1911 — 25 апреля 1997, Бишкек) — советский учёный в области геологии. Член-корреспондент АН Киргизской ССР (1954).

## Биография
Окончил Московский геологоразведочный институт (1938).
В 1954 году с организацией АН Киргизской ССР избран в члены-корреспонденты (первый состав).
Главный геолог, начальник геологических партий и экспедиций Геологического управления Киргизской ССР (1941—1956), вице-президент АН Киргизской ССР (1958—1960), заведующий сектором Института геологии АН Киргизской ССР (1956), директор института (1975—1988).

## Научные интересы
Научные труды посвящены геологии угольных и урановых угольных месторождений Кыргызстана, особенностям их распространения, условиям их образования.